# Brankica Mihajlović

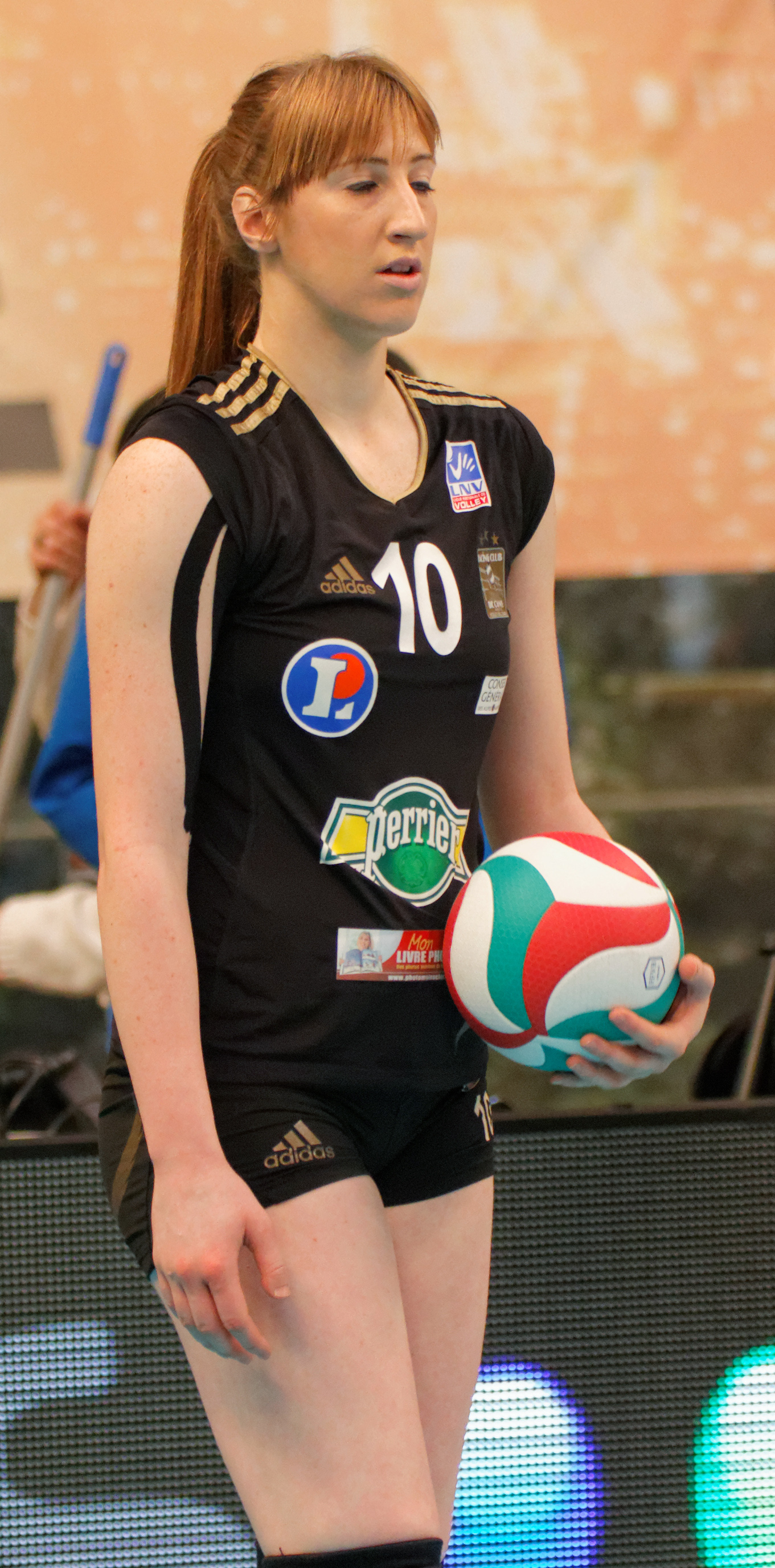
Brankica Mihajlović zawodniczką RC Cannes

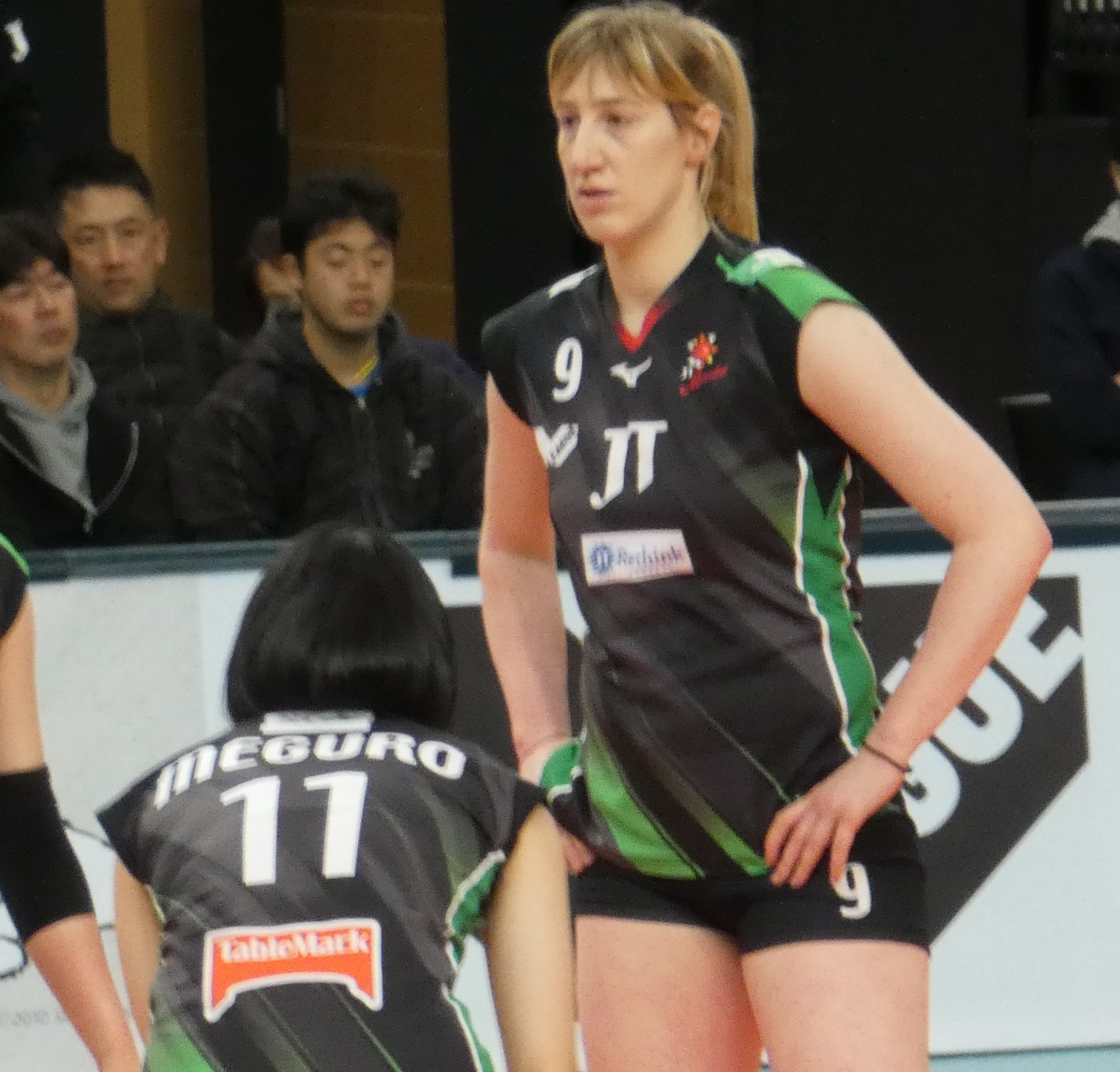
Brankica Mihajlović zawodniczką JT Marvelous

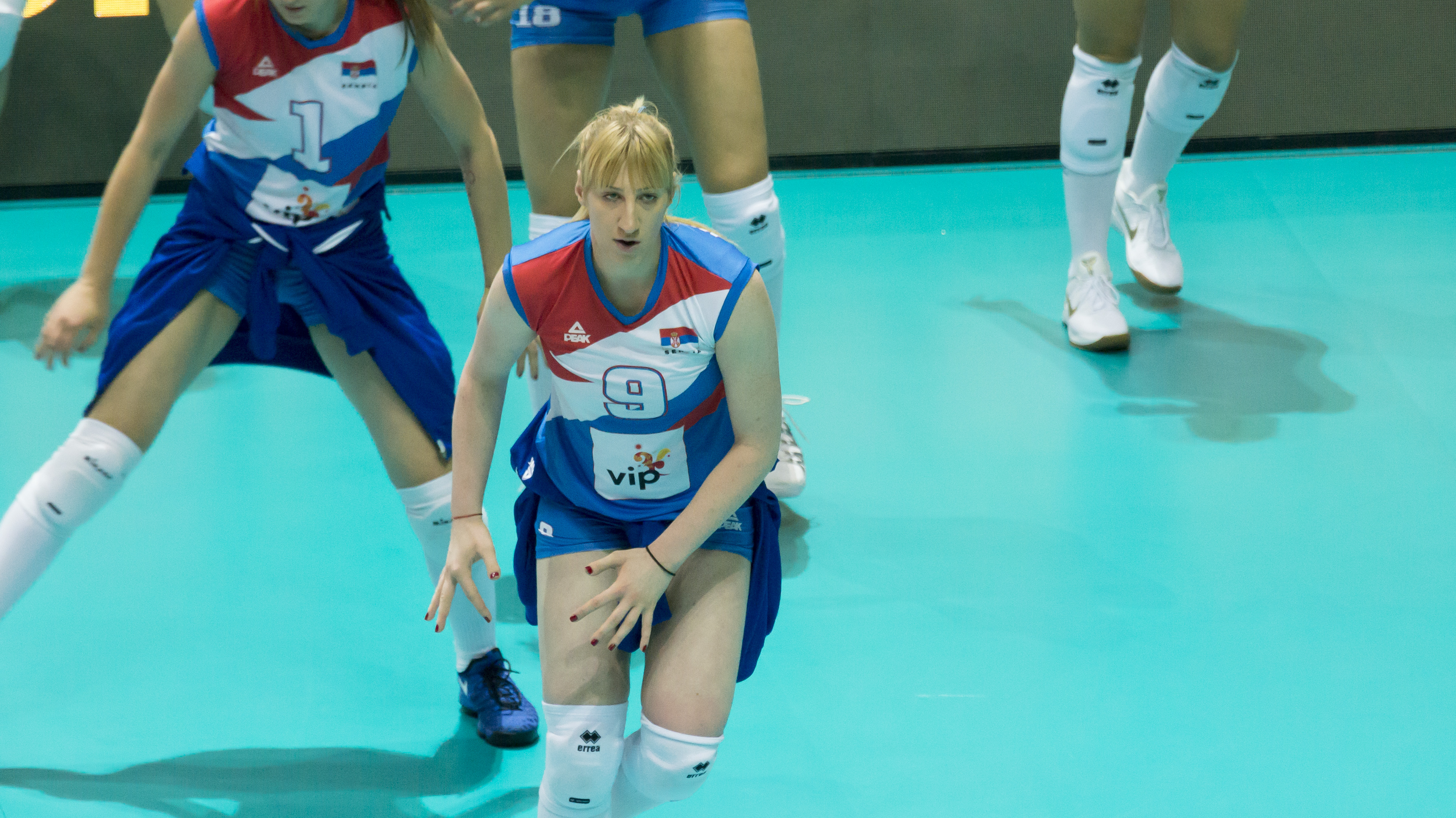
Brankica Mihajlović reprezentantką Serbii

Brankica Mihajlović (ur. 13 kwietnia 1991 roku w Brczku) – serbska siatkarka, reprezentantka Serbii, grająca na pozycji przyjmującej.
Swój debiut w reprezentacji Serbii zaliczyła 19 maja 2012 podczas meczu z reprezentacją chińskiego Tajpej w ramach turnieju kwalifikacyjnego do Igrzysk Olimpijskich.

## Przebieg kariery
| 2006–2009                 | Jedincowo Brcko            |
| 2009–2011                 | Voléro Zurych              |
| 2011–2012                 | Hyundai Hillstate          |
| 2012–2013                 | RC Cannes                  |
| 2013–2014                 | Rio de Janeiro Volei Clube |
| 2014–2014 (do 11.2014)    | Voléro Zurych              |
| 2014–2015 (od 12.2014)    | Hisamitsu Springs          |
| 2015–2016                 | Fenerbahce Stambuł         |
| 2016–2017                 | Tianjin Bridgestone        |
| 2017–2019                 | JT Marvelous               |
| 2019–2021                 | Fenerbahce Stambuł         |
| 2021–2022 (do 27.01.2022) | Vero Volley Monza          |
| 2022–2023                 | Leningradka Petersburg     |
| 2023–2024                 | Liaoning Tengda            |
| 2024–2024 (od 28.01.2024) | Voléro Le Cannet           |
| 2024–                     | Zeren SK                   |

## Sukcesy reprezentacyjne
Liga Europejska:
- 2012

Grand Prix:
- 2013, 2017

Igrzyska Europejskie:
- 2015

Puchar Świata:
- 2015

Mistrzostwa Europy:
- 2017, 2019
- 2015

Igrzyska Olimpijskie:
- 2016
- 2020

Puchar Borysa Jelcyna:
- 2017

Mistrzostwa Świata:
- 2018, 2022[7]

Liga Narodów:
- 2022[8]

## Sukcesy klubowe
Puchar Szwajcarii:
- 2010, 2011

Liga szwajcarska:
- 2010, 2011

Superpuchar Szwajcarii:
- 2011, 2012

Puchar Francji:
- 2013

Liga francuska:
- 2013

Klubowe Mistrzostwa Świata:
- 2013

Liga brazylijska:
- 2014

Puchar Cesarza:
- 2014

Superpuchar Turcji:
- 2015

Liga Mistrzyń:
- 2016

Liga turecka:
- 2016, 2021

Liga chińska:
- 2017

Liga japońska:
- 2018
- 2019

## Nagrody indywidualne

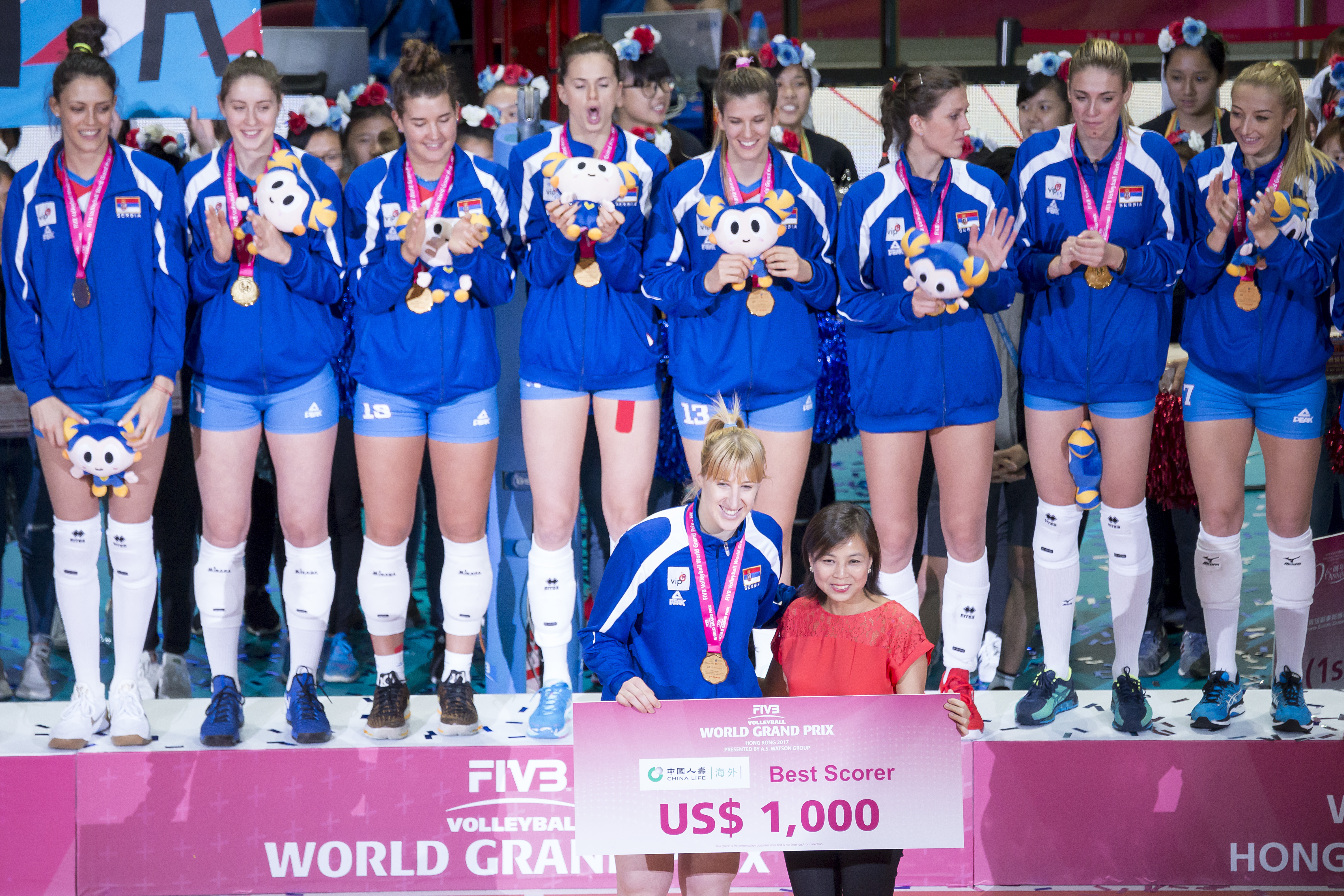
Brankica Mihajlović najlepszą przyjmującą World Grand Prix 2017

- 2013: Najlepsza przyjmująca Grand Prix[9]
- 2015: Najlepsza przyjmująca Pucharu Świata
- 2016: Najlepsza przyjmująca Igrzysk Olimpijskich w Rio de Janeiro
- 2017: MVP Pucharu Borysa Jelcyna
- 2017: Najlepsza przyjmująca Grand Prix
- 2017: Najlepsza przyjmująca Mistrzostw Europy
- 2019: Najlepsza przyjmująca Mistrzostw Europy